# Kiandra
Kiandra liegt zwischen Talbingo und Adaminaby, 85 km nordwestlich von Cooma in New South Wales, Australien. Der Ort, der ursprünglich Giandara oder Giandarra Plain genannt wurde, befindet sich in den Snowy Mountains am Snowy Mountains Highway.
Giandara bedeutet in der Sprache der einheimischen Aborigines «scharfer Stein». Die historische Goldgräberstadt wurde nach dem Jahre 1859 aufgebaut, als dort Gold gefunden wurde und der Ort auf mehrere tausend Einwohner wuchs.
Kiandra ist als derjenige Ort Australiens bekannt, in dem erstmals Ski gefahren wurde. Im Jahre 1974 verließ der letzte Bewohner Kiandra, weil der National Park and Wildlife Service die meisten Gebäude der Stadt abriss und das Gelände in den Kosciuszko-Nationalpark integrierte.
In dem verlassenen Goldgräbergebiet befinden sich zahlreiche Bergwerke und bergbauliche Anlagen, historische Wasserleitungen, Gebäude sowie ein alter Friedhof.

## Geschichte

### Goldrausch

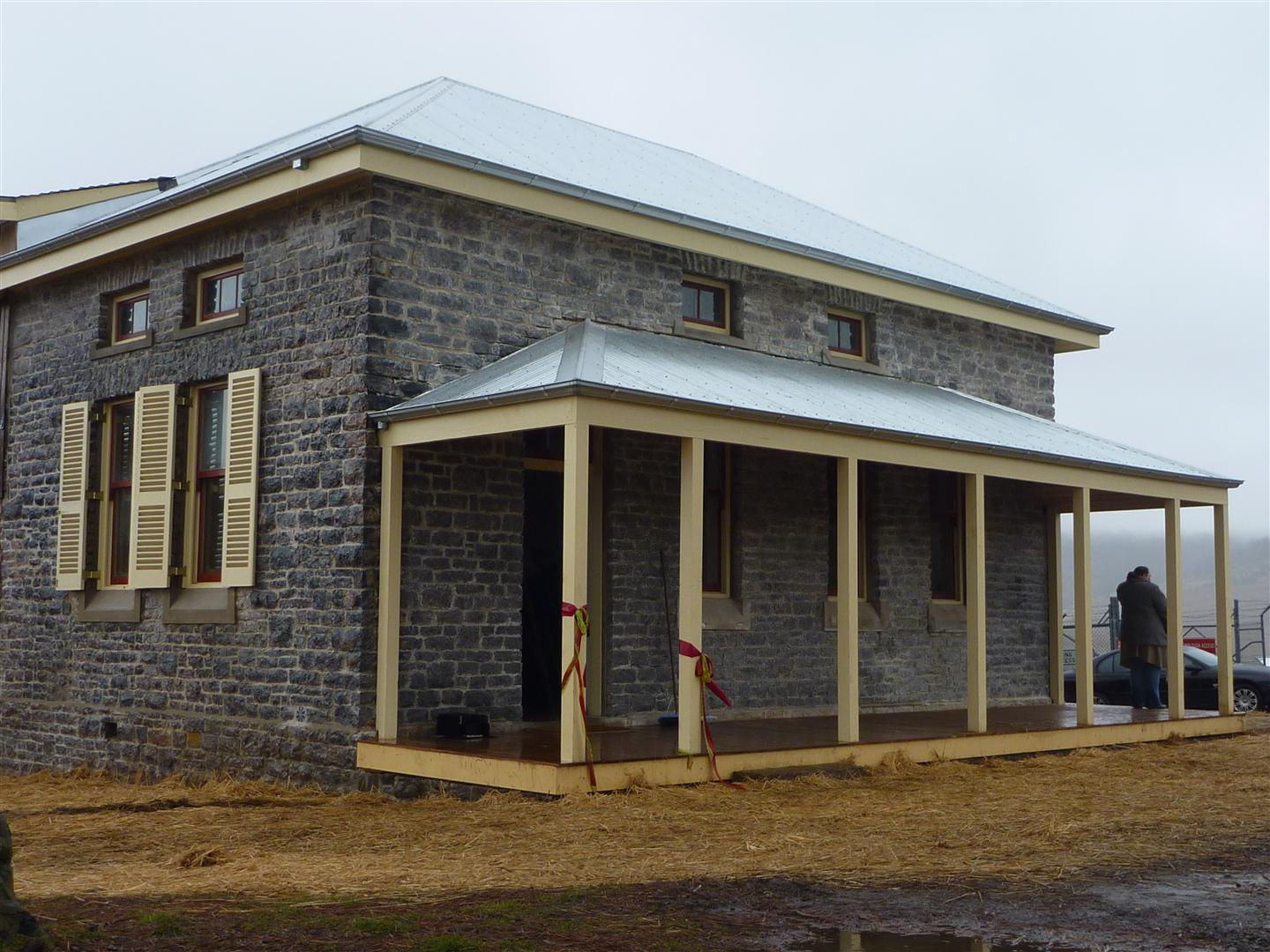
Kiandra Courthouse, 2010.

Als im Jahr 1859 Gold in einem Bachbett gefunden wurde, entstanden in Kiandra 15 Hotels und 30 Geschäfte. Bereits im Jahre 1860 wurde eine Poststation eröffnet, und im März 1860 waren mehr als 10.000 Personen auf den Goldfeldern um Kiandra tätig. Der größte Nugget, der in der Umgebung von Kiandra gefunden wurde, war 9 kg schwer. Bis 1905 wurden nach offiziellen Angaben 48.676 kg Gold geschürft.
In der Zeit des Goldrauschs in Kiandra wurden Druckerpressen in den Ort transportiert, und vom 24. August bis zum 28. Dezember 1860 erschienen neun Ausgaben der Zeitung „The Alpine Pioneer and Kiandra Advertiser“. Als der Goldrausch 1861 zu Ende ging, wurde der Druck der Zeitung eingestellt.
Nach Kiandra kamen von 1860 bis 1925 auch zahlreiche Chinesen; von den 7000 Personen in Kiandra im Jahre 1861 waren zehn Prozent Chinesen. Sie kamen als Goldgräber, aber auch als Händler, Metzger, Bäcker, Schneider oder Arzt. Konflikte entstanden, da einerseits zahlreiche Chinesen als Lastenträger beschäftigt wurden, aber teilweise nicht beziehungsweise geringer als vereinbart entlohnt wurden, andererseits waren zahlreiche Europäer während der harten Winter auf Kredite der Chinesen angewiesen. 1861 verließen zahlreiche Goldgräber Kiandra, um an den Lambing Flats Gold zu suchen. Dort entwickelte sich eine antichinesische Stimmung aus unterschiedlichen Gründen, wie wegen fehlenden Wassers und weil einige Chinesen Glück als Goldgräber hatten. Die Europäer griffen deren Camps im Juni und Juli 1861 an, verbrannten ihre Zelte, attackierten die Chinesen und verletzten einige ernsthaft.
Diese antichinesische Stimmung schlug sich auch im August 1861 in Kiandra nieder, als die Europäer wiederum einige Zelte der Chinesen anzündeten, die Zeltbewohner angriffen und sie aus Kiandra vertrieben. Die Europäer formulierten eine Petition, die sie an die Regierung von New South Wales richteten, in der sie diese aufforderten, den Zuzug der Chinesen zu beschränken. Im November 1861 erließ die Regierung ein Gesetz zur Regulierung der Einwanderung von Chinesen. Jede chinesische Person, die die britische Kolonie New South Wales betreten wollte, hatte eine Abgabe in der Höhe von £10 zu entrichten. In Kiandra wurde den chinesischen Goldgräbern verboten zu campieren. Allerdings wurde ihnen erlaubt, dort zu arbeiten oder in ihren eigenen Camps außerhalb des Stadtgebiets zu leben. Die chinesische Population fiel in Kiandra von 450 im Jahre 1861 auf etwa 150 Personen 1872. In dieser Zeit kam es zu mehreren Gewaltakten gegen Chinesen in New South Wales, allerdings blieb es in Kiandra friedlich. Die antichinesische Stimmung der Europäer von damals mündete später unter anderem in die so genannte White Australia Policy ein.

### Skiclub und Skiwettbewerb

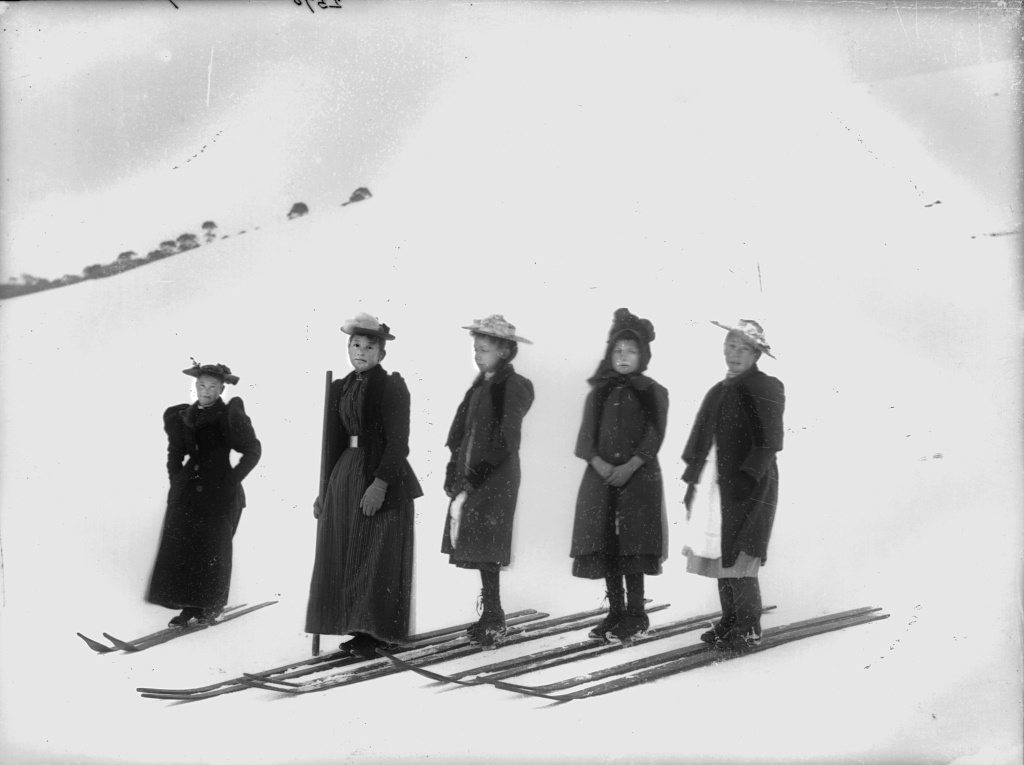
Skifahrerinnen vor einem Skirennen in Kiandra (zwischen 1884 und 1917)

Im auf etwa 1400 Meter hoch gelegenen Ort Kiandra liegt im Winter Schnee, und es gibt durchaus tiefe Temperaturen. Mit −17,8 °C wurde im Juli 1965 die tiefste Temperatur in Kiandra gemessen. Die chinesischen Goldsucher benötigten zum Goldauswaschen Wasser und stauten 1882 den Three Mile River mit dem Three Mile Dam am New Chum Hill auf. Dieser See, der heute noch existiert und im Winter zufriert, wird für den Wintersport genutzt und liegt bei den Selwyn Snowfields, auf denen Skisport getrieben wird.
In Kiandra wurde in Australien der erste Ski-Wettbewerb durchgeführt und 1861 der vermutlich weltweit erste Skiclub gegründet: Im Jahre 1861 kamen Norweger als Goldgräber nach Kiandra, die im Winter dort erstmals Ski fuhren.
Der Abenteurer und Schriftsteller Banjo Paterson war Vizepräsident des Ski Club of Australia und auch Billy Hughes, ein Premierminister Australiens, war Mitglied. Er absolvierte im Jahre 1927 als einer der ersten Skifahrer die mehrtägige Skitour von Kiandra zum Hotel Kosciusko.
Über das historische Gebiet, den Schnee und das Skifahren gibt es Gedichte und Literatur, wie beispielsweise von Barcroft Boake das Gedicht über das Skifahren The Demon Snow Shoes: A Legend of Kiandra und von Klause Hueneke ein Buch über die historische Skiwanderung Kiandra to Kosciusko sowie von Norman W. Clarke das Buch Kiandra: gold fields to ski fields.
Das Skigebiet wird heute nicht mehr genutzt; dafür das Wintersportgebiet von Selwyn Snowfields, das unweit von Kiandra liegt.

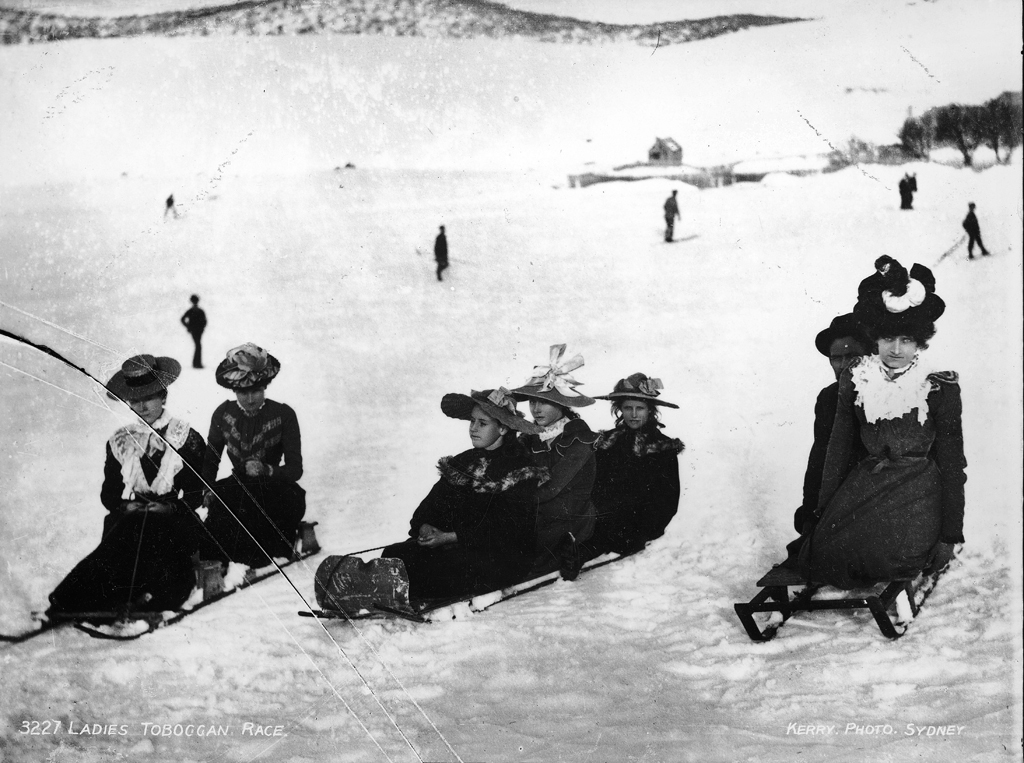
Das Toboggan-Schlittenrennen der Frauen in Kiandra
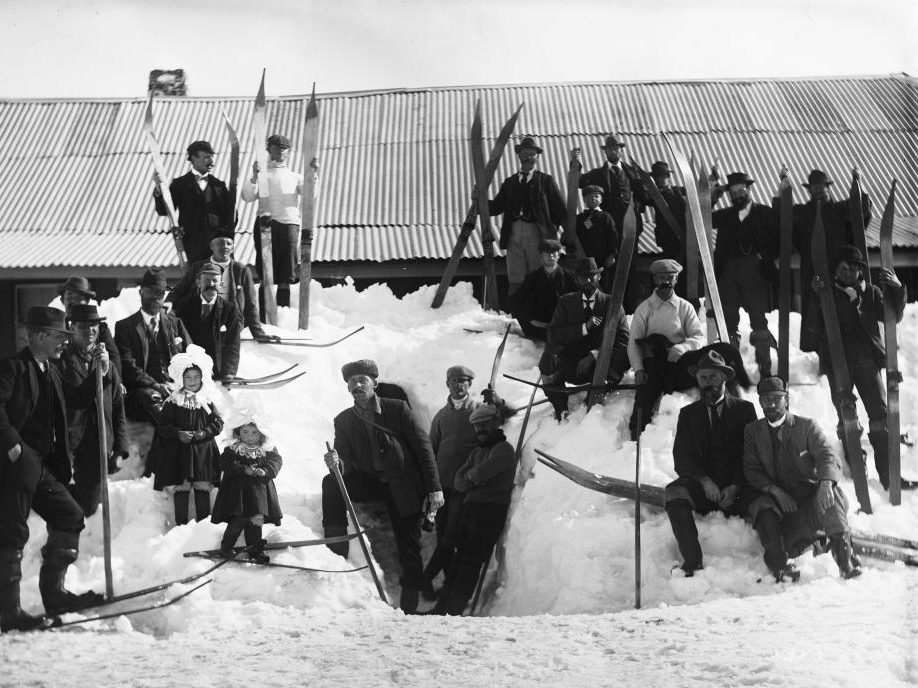
Kiandra Carnival (1900)
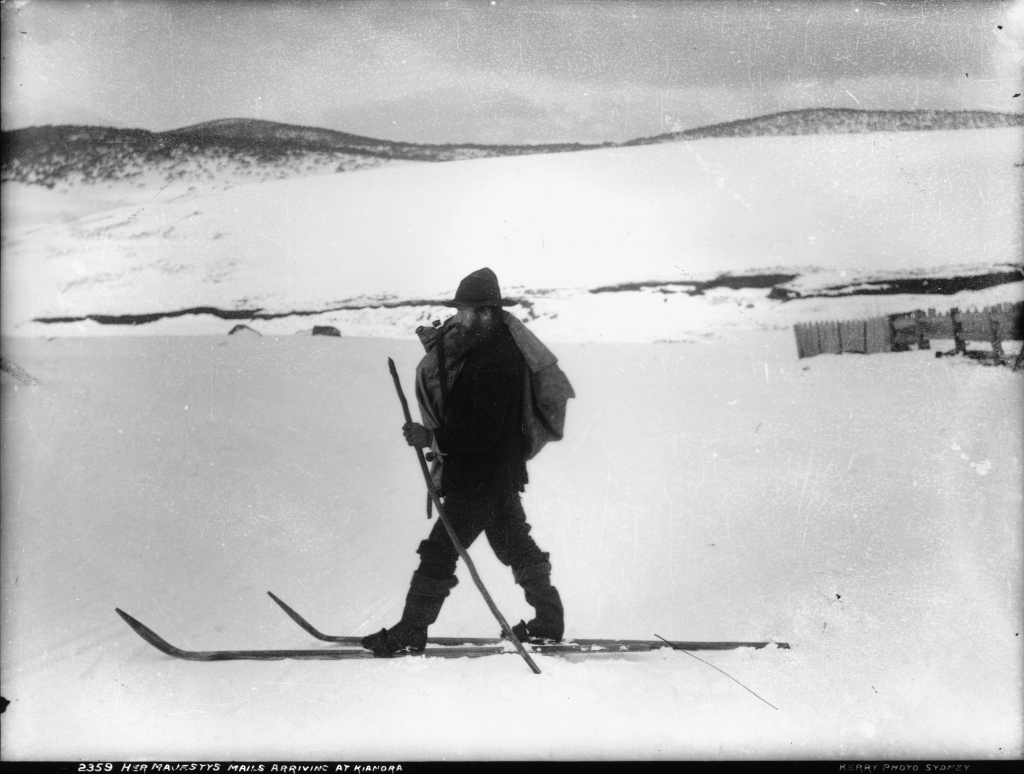
Der Postmann auf dem Weg nach Kiandra
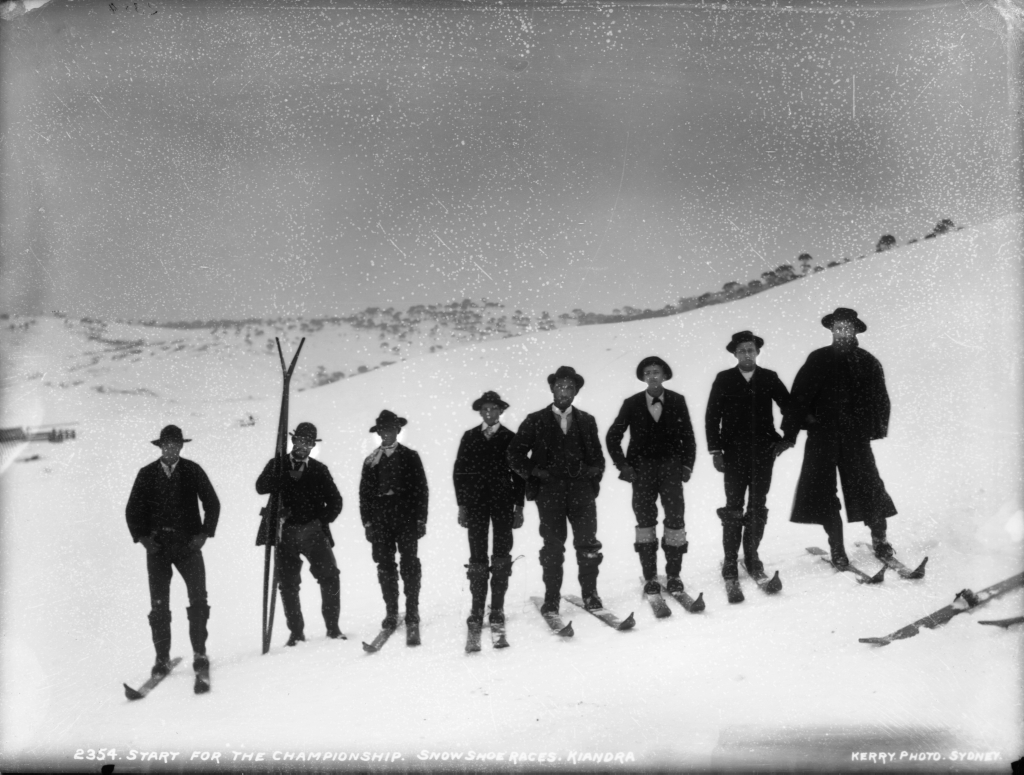
Skirennen der Männer in Kiandra

### Aborigines
Im Gebiet der Snowy Mountains lebten seit mehr als 20.000 Jahren Aboriginesstämme mit ihrer eigenen Identität und Sprache. Der Aboriginesstamm der Wolgal bzw. die Walgalu hielt sich um Kiandra, dem Murrumbidgee River und Tumut River, südlich von Tintaldra und nordöstlich von Queanbeyan auf. Die einheimischen Aborigines der Snowy Mountains sprachen Ngarigo und die Wolgal waren mit ihnen verwandt. Das Territorium der Ngarigo erstreckte sich 200 km nördlich und südlich über die Snowy Mountains hinaus und 120 km weiter östlich des Mount Kosciuszko.
Vor der europäischen Kolonisierung kamen zu den Zeiten, in denen sich die Bogong-Falter im Raupenstadium befanden, mehr als Tausend der damals etwa 25.000 in New South Wales lebenden Aborigines in die Snowy Mountains. Die Raupen waren eine wichtige Nahrungsquelle; sie wurden in Asche und heißem Sand geröstet und in einem Stück verspeist.
Die Aborigines wurden durch die europäische Besiedlung verdrängt und im Jahre 1877 wurde von einem Regierungsbeamten eine Aboriginesgruppe auf den Goldfeldern von Kiandra gesehen, die dem Opium verfallen war. Der «letzte Aborigines der Snowy Mountains» starb 1916 in der Umgebung von Cooma.